# 환경 운동

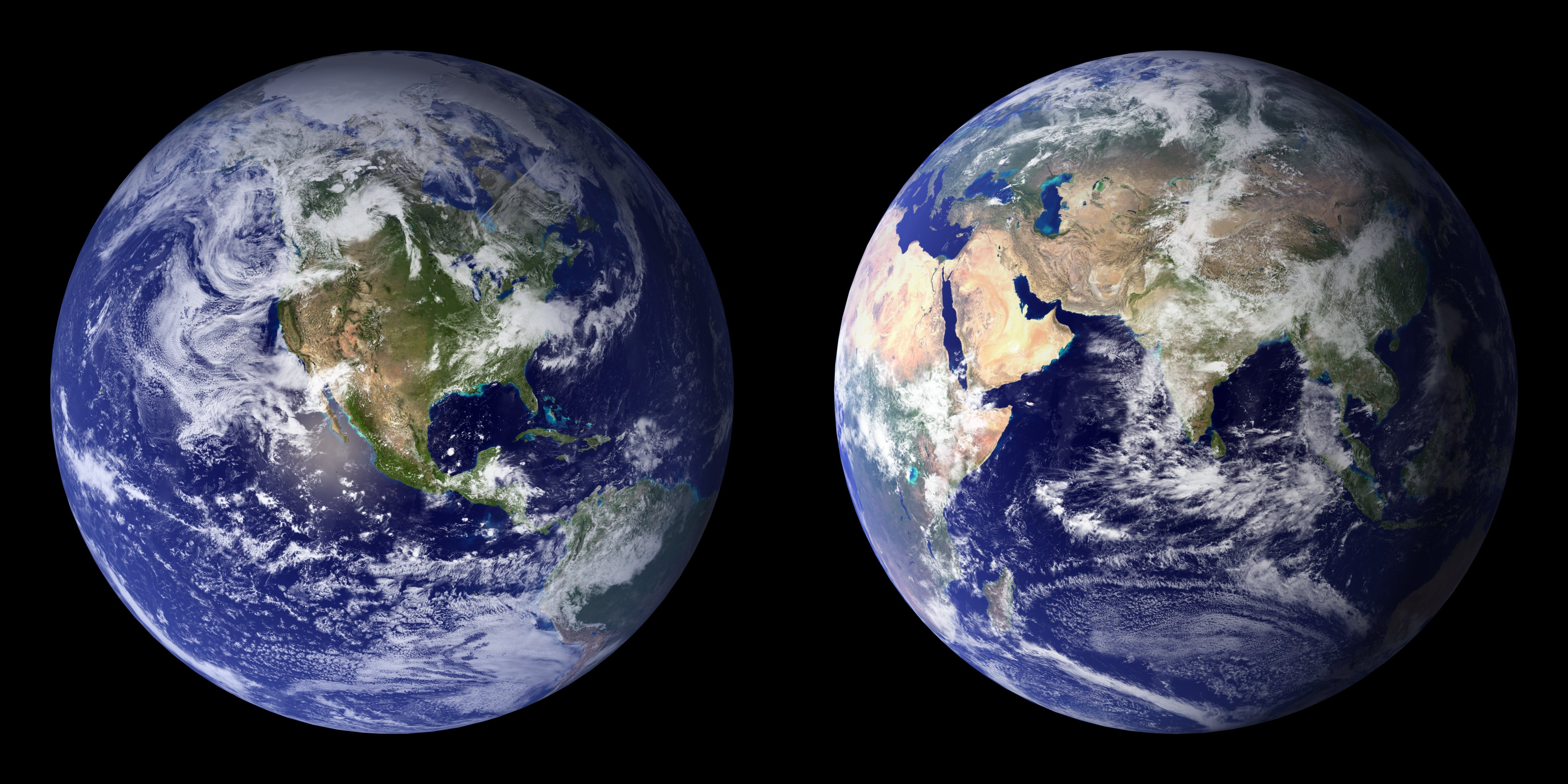

환경운동(環境運動, environmental movement)은 자연환경의 보호, 유해물질 사용의 금지, 생태계의 보전 및 생태주의 정책의 실현 등을 목표로 하는 사회적 활동을 말하며 그러한 일을 하는 사람을 환경운동가(環境運動家, environmentalist)라고 한다. 환경운동가들은 공공 정책과 개인행동의 변화를 통해 자원의 정의롭고 지속 가능한 관리와 환경 관리를 옹호한다. 인류가 생태계의 적이 아닌 참여자임을 인식하는 이 운동은 생태학, 건강, 인권에 중점을 두고 있다.
환경 운동은 기업부터 풀뿌리까지 다양한 환경 단체가 대표하는 국제적인 운동으로, 국가마다 다양하다. 대규모 회원, 다양하고 강력한 신념, 그리고 때때로 사변적인 성격으로 인해 환경 운동은 항상 목표를 향해 통일되지는 않는다. 가장 넓은 범위에서 이 운동에는 민간 시민, 전문가, 종교인, 정치인, 과학자, 비영리 단체, 그리고 20세기 위스콘신 전 상원의원 게일로드 넬슨(Gaylord Nelson)과 레이첼 카슨(Rachel Carson)과 같은 개인 옹호자들이 포함된다.

## 주요 단체
- 그린피스
- 지구의 벗
- 월드와치
- 환경운동연합
- 녹색소비자연대
- 녹색연합

## 대한민국의 환경 운동
일각에서는 1960년대 박정희의 그린벨트, 개발제한구역 설정에서 그 기원을 찾기도 하나, 보통 1988년부터 시민사회단체 주도로 벌어지는 자연보호 운동, 물 관련 운동을 시발점으로 본다.
대한민국에서의 환경주의는 1988년 이후 등장했으며, 1990년대 난개발과 도시정책에 대한 반발, 그린벨트의 해제와 재산권 문제 간의 분쟁이 맞물리면서 본격적으로 활동하기 시작했다.대표적인 환경운동가로는 최열 등이 있으며, 2000년대 이후에는 과도한 개발에 반대하는 운동과 깨끗한 물 지키기 분야로 다시 나뉘었다.

## 같이 보기
- 채식주의
  - 환경채식